# مینا چون
مینا چون (انگلیسی: Mina Cheon، با نام کره‌ای چون مین جونگ کره‌ای: 천민정؛ زادهٔ ۱۹۷۳) هنرمند رسانه‌های جدید، دانشور و آموزگار کره‌ای آمریکایی است. او از سال ۱۹۹۷، بین بالتیمور، نیویورک و سئول زندگی می‌کند.

## اوایل زندگی و تحصیلات
چون زادهٔ سئول، کره جنوبی است. او که دختر یک دیپلمات و رایزن فرهنگی اهل کره جنوبی بود، در شهرهای سئول، نیویورک، کپنهاگ و اتاوا بزرگ شد.